# Plaza de la Constitución (Huancayo)
La plaza de la Constitución es una de las dos plazas principales que tiene la ciudad de Huancayo, Perú, junto con el parque Huamanmarca. Anteriormente, se llamaba plaza del Comercio, pero su nombre fue cambiado luego de que en ella se realizara la jura de la Constitución liberal de Cádiz, en 1813, por parte del pueblo huancaíno.
En esta plaza se levanta, desde inicios del siglo XIX, el templo matriz de la ciudad (hoy Catedral de Huancayo) y es, desde inicios del siglo XX, el principal centro comercial, religioso, cívico y político de la ciudad.

## Nombre
La plaza originalmente fue nombrada a su apertura como «plaza del Comercio». Sin embargo, su nombre fue cambiado a partir de 1813 debido a la jura por parte del pueblo huancaíno de la Constitución liberal de Cádiz. No obstante, existe cierta confusión en el sentido de que se cree que el nombre corresponde a la promulgación de la Constitución Política del Perú de 1839, que también se realizó en ella. Sin embargo, el cambio del nombre es anterior a la independencia del Perú.

## Historia
Desde la fundación de la ciudad en el siglo XVI, la ciudad de Huancayo se desarrolló alrededor del Camino Real de los Incas (actual calle Real) en la zona que hoy ocupa la plaza Huamanmarca y que, antiguamente, acogía un adoratorio de piedra. En ella se construyó durante el siglo XVII el templo de la Santísima Trinidad de Huancayo, el mismo que se deterioró hacia fines del siglo XVIII. El deterioro de este templo movilizó a los pobladores a construir un nuevo templo pero se decidió que el mismo no fuera construido en la misma ubicación sino en una pequeña plaza ubicada trescientos metros al norte. Este espacio se abrió a través de la donación de terrenos por parte de algunos vecinos. Se señala que, antes de 1804, el espacio de la plaza perteneció a las familias Torres Golpes y a la familia de Francisco Castro
La construcción del nuevo templo matriz (actual Catedral de Huancayo) empezó en 1799 y terminó en 1831. Paralelamente, durante esos años, se construyeron en su entorno inmuebles civiles, religiosos, comerciales y residenciales como el edificio del antiguo Hotel Tívoli que data de fines del siglo XVIII y que sigue en pie hoy en día. La plaza, desde su apertura, fue llamada plaza del Comercio, pero este nombre se cambió a «plaza de la Constitución» —nombre que mantiene hasta la actualidad— en virtud de que el 3 de enero de 1813, en ella, se realizó la jura por parte del pueblo huancaíno de la Constitución liberal de Cádiz. Debe recordarse que en aquellos años, si bien el proceso independentista ya se había iniciado en varios puntos de la América española, el virreinato del Perú seguía existiendo y muchas de las zonas de su interior eran leales a la Corona. En ese escenario, el 1 de enero de 1813, se celebró una misa solemne de acción de gracias y se juró la constitución de Cádiz.
Posteriormente, en los primeros años de la república, la plaza fortaleció su nombre cuando la ciudad recibió al Congreso General, en 1839, que tuvo como finalidad la elaboración de una nueva constitución, la Constitución Política del Perú de 1839, que fuera la quinta carta política del país en sus primeros dieciocho años de existencia. El Congreso sesionó en la ciudad, entre agosto de 1839 hasta noviembre de 1839, cuando la nueva Constitución fue promulgada por el presidente Agustín Gamarra en esa misma plaza. Asimismo, el 25 de marzo de 1855, el entonces presidente, Ramón Castilla, emitió, en un inmueble ubicado en la plaza, los decretos de la abolición de la esclavitud y del tributo indígena. Esa casa, a pesar de haber sido declarada como monumento histórico nacional por ley del Congreso de la República N.º 12064 del 12 de enero de 1954, fue demolida en los años 60 cuando se produjo el ensanche de la plaza.
Hasta mediados del siglo XX, la plaza era angosta y se correspondía únicamente con el ancho del templo y las pequeñas construcciones a sus costados. Durante muchos años, carecía de pavimento o loza en su centro. En 1905 se inició el pavimento con empedrado de las calles que circundaban la plaza, y el 31 de marzo de 1909 se añadió la loza central. En fotos posteriores se puede apreciar que hacia 1930 la plaza contaba con una loza que alojaba una glorieta frente a la puerta del templo, una fuente más grande metros atrás y jardineras radiales. La construcción de la plaza y la catedral fue el proyecto urbano más grande realizada en la ciudad y demostró la potencia de su vecindario, ya que no se trató solo de una modificación de ornato o de carácter exclusivamente religiosa. La apertura de la plaza tuvo una connotación política y comercial, trasladándose a ella el centro mismo de la ciudad desde la antigua plaza Huamanmarca.
En los años 60, se produjo la demolición de la manzana sur de la plaza circundada por la calle Real, el jirón Áncash y la avenida Giráldez con la finalidad de ampliar la plaza. Asimismo, se modificó los elementos existentes en la antigua plaza con excepción de la pileta. En esa oportunidad se añadió su primer monumento consistente en una estatua del presidente Ramón Castilla. Posteriormente, se añadirían un monumento en honor de Miguel Grau y un tercero en honor a la Madre.
El 26 de abril de 1989 se publicó la Resolución Jefatural n.º 009-89-INC/J de fecha 12 de enero de ese mismo año, que declaró como Monumento Histórico del Perú la Zona Monumental de Huancayo incluyendo dentro de ella a esta plaza. En 1997, durante la gestión edilicia de Pedro Morales Mansilla se renovó el parque buscando darle un mensaje de identidad y modernidad. Se sembraron árboles de la región como la puya de Raimondi, tanquish, huarangay, cantutas de varios calores. Asimismo, se construyó una estructura con forma de arco que buscaba dar un equilibrio espacial con la cúpula de la catedral.

## Entorno

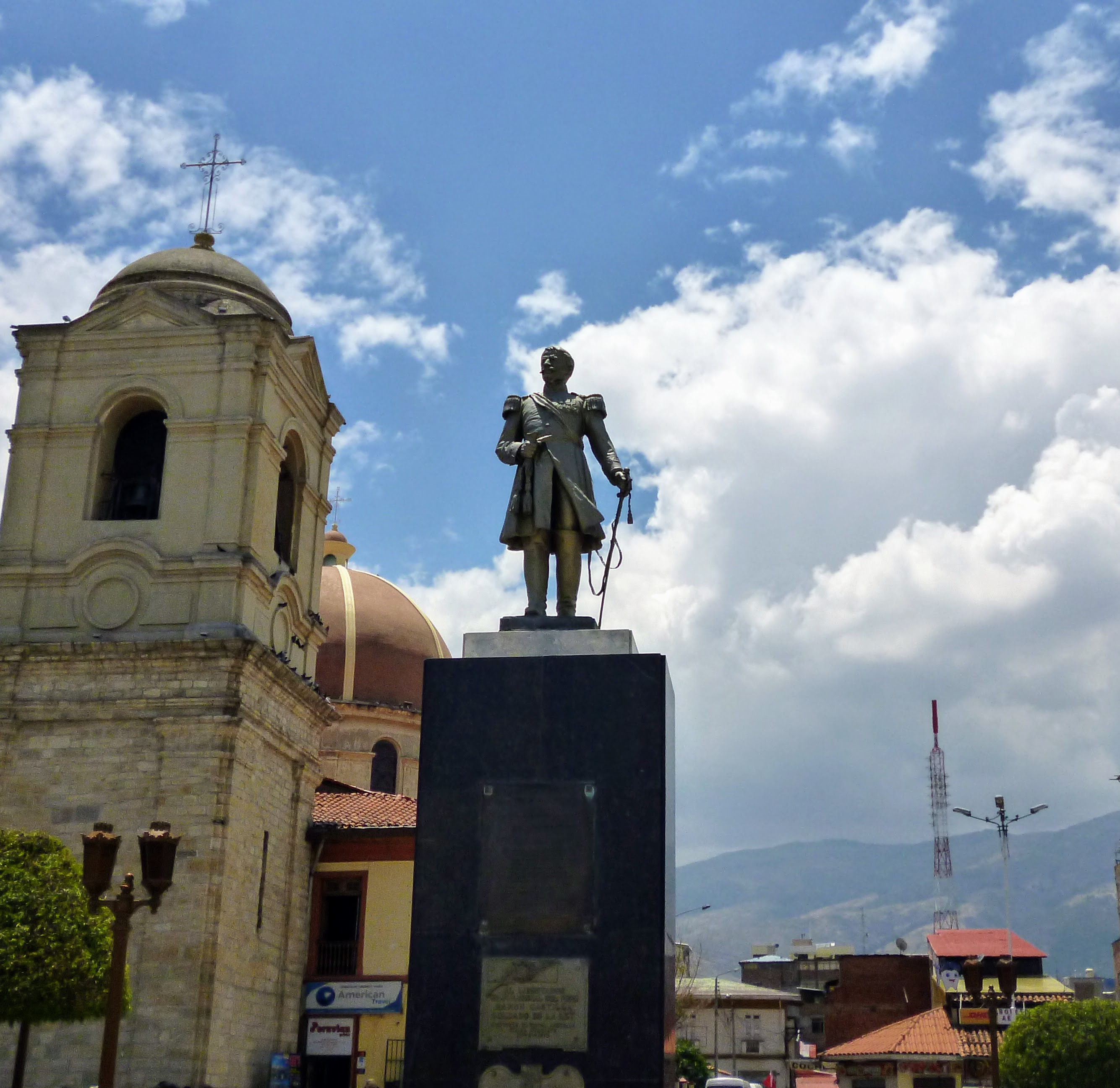
Monumento a Ramón Castilla, presidente del Perú que decretó la abolición de la esclavitud en el Perú en un inmueble colindante con esta plaza.

Actualmente, la plaza continúa siendo el centro comercial de la ciudad. En su lado noreste destaca la catedral. A su lado se encuentran edificaciones de uno y dos pisos con techos inclinados. Estas edificaciones de hallan en estado de deterioro. Su perfil suroeste (calle Real) fue uno de los que mayores transformaciones ha experimentado sobre todo por la construcción de la galería comercial Constitución levantada tras la demolición de un inmueble que fuera declarado Patrimonio Cultural de la Nación en 1988. Asimismo, se encuentran la casa del poeta Juan Parra del Riego y la casa donde se decretó la abolición de la esclavitud. Así como el local del antiguo Banco Industrial y que actualmente es el centro comercial Casa del Artesano. Todos estos edificios solo tienen dos o tres pisos. El perfil noroeste (jirón Puno) es el que mejor conserva la tipología de la arquitectura republicana huancaína mostrando una silueta unitaria, acogedora y representativa. En él se encuentran el teatro Nuestra Señora del Valle, el local del Arzobispado de Huancayo y el edificio del antiguo Hotel Tívoli. Finalmente, el lado sureste (avenida Giráldez) es el más heterógeneo de la plaza por la diversidad de fachadas. La edificación más notoria lo constituye el Hotel Kiya en la esquina sureste de la intersección de Giráldez con la calle Real. Destaca también, en la esquina con el jirón Áncash el local modernizado del Restaurante Olímpico que es uno de los más tradicionales de la ciudad.